# Ewald Jarmer
Ewald Jarmer (* 12. August 1942 in Rostitz, Reichsgau Sudetenland) ist ein ehemaliger deutscher Boxer. Er war Teilnehmer bei den Olympischen Spielen 1972 in München und dreifacher Meister der Amateure der Bundesrepublik Deutschland im Mittelgewicht.

## Werdegang
Ewald Jarmer wurde im Schönhengstgau geboren. In Folge der Vertreibung der deutschen Bevölkerung nach dem Zweiten Weltkrieg gelangte er in die Amerikanische Besatzungszone nach Bayern und wurde in Selb/Oberfranken ansässig. Dort besuchte er die Schule und erlernte den Beruf eines Kraftfahrzeugmechanikers. Später bildete er sich zum Programmierer weiter. Im Jahre 1959, also erst mit 17 Jahren begann er beim BC Olympia Selb mit dem Boxen. Sein Trainer war dort Joachim Bischof. 1960 wurde er bayerischer Juniorenmeister und danach auf mehrfacher bayerischer Meister bei den Senioren im Mittelgewicht. Ewald Jarmer boxte später noch für den BC Bavaria Rosenheim und den Velberter BC.
1966 nahm er an der deutschen Meisterschaft teil, verlor aber im Viertelfinale gegen Ewald Wichert nach Punkten und belegte den 5. Platz. Im gleichen Jahr bestritt er auch seinen ersten Länderkampf. In Berlin kam er dabei zu einem Punktsieg über Bod Reed aus den Vereinigten Staaten. Auch in den folgenden Jahren startete er bis 1973 noch häufig bei Länderkämpfen und blieb dabei auch oft siegreich.
Bei den deutschen Meisterschaften unterlag er 1967 im Viertelfinale erneut gegen Ewald Wichert. 1968 kam er bis in das Halbfinale und verlor dort gegen Rudi Hornig. Auch 1969 unterlag er gegen Rudi Hornig, aber erst im Finale, womit er deutscher Vize-Meister wurde. In den Jahren 1970 bis 1972 gelang es Ewald Jarmer dann dreimal in Folge deutscher Meister im Mittelgewicht zu werden. Er besiegte dabei 1970 Gerd Bauer nach Punkten, 1971 Hans-Georg Mielich durch Abbruch in der 2. Runde und 1972 Heinz Peters nach Punkten.
Im Jahre 1969 wurde Ewald Jarmer bei der Europameisterschaft in Bukarest im Mittelgewicht eingesetzt. Er unterlag dort im Achtelfinale gegen Mate Parlov, Jugoslawien, einen der besten Amateurboxer jener Jahre, nach Punkten und kam auf den 9. Platz. Er war auch bei der Europameisterschaft 1971 in Madrid am Start. Er verlor dabei in der Runde der letzten „32“ gegen Raimoa Virtanen aus Finnland nach Punkten und erreichte nur den 17. Platz. Bei den Olympischen Spielen 1972 in München traf er im Achtelfinale auf den US-amerikanischen Mitfavoriten Marvin Johnson, gegen den er einen guten Kampf lieferte, den er allerdings nach Punkten verlor. Er erreichte damit einen 9. Platz.
An der internationalen Karriere von Ewald Jarmer lässt sich beispielhaft die Misere der deutschen Amateurboxer jener Jahre ablesen. Man hatte beim Deutschen-Amateur-Box-Verband den Zug der Zeit vollkommen verpasst und bestritt eine Unmenge von Länderkämpfen, aber keine internationalen Turniere. In den damals führenden Boxnationen, die fast alle aus den ehemaligen Ostblock kamen, bestritt man schon in jenen Jahren eine Vielzahl von internationalen Turnieren, in denen die Boxer meist drei oder vier Kämpfe zu bestreiten hatten und sie sich deshalb dort die Härte holen konnten, die sie dann bei den internationalen Meisterschaften ausspielen konnten.

## Internationale Erfolge
| Jahr | Platz | Wettbewerb     | Gewichtsklasse | Ergebnisse                                                |
| 1969 | 9.    | EM in Bukarest | Mittel         | nach Punktniederlage gegen Mate Parlov, Jugoslawien       |
| 1971 | 17.   | EM in Madrid   | Mittel         | nach einer Punktniederlage gegen Raima Virtanen, Finnland |
| 1972 | 9.    | OS in München  | Mittel         | nach einer Punktniederlage gegen Marvin Johnson, USA      |

## Länderkämpfe
| Jahr | Ort                   | Begegnung                 | Ergebnis   |                                                    |
| 1966 | Berlin                | BRD gegen USA             | Mittel     | Punktsieg über Bob Reed                            |
| 1966 | Hannover              | BRD gegen Ungarn          | Mittel     | Punktniederlage gegen Balogh                       |
| 1966 | Ludwigshafen am Rhein | BRD gegen ČSSR            | Mittel     | Unentschieden gegen Jan Hejduk                     |
| 1967 | Hildesheim            | BRD gegen Niederlande     | Mittel     | Abbruchsieg in der 2. Runde über Ooft              |
| 1967 | Memphis               | USA gegen BRD             | Halbmittel | Punktsieg über Rouse                               |
| 1967 | Rosenheim             | BRD gegen Polen           | Halbmittel | Punktniederlage gegen Wiesław Rudkowski            |
| 1967 | Prag                  | ČSSR gegen BRD            | Halbmittel | Punktsieg über Vojtech Stantien                    |
| 1967 | Wesel                 | BRD gegen Rumänien        | Halbmittel | techn. KO-Sieg in der 2. Runde über Ion Covaci     |
| 1967 | Siegen                | BRD gegen Mexiko          | Halbmittel | KO-Sieg in der 3. Runde über Luquero               |
| 1969 | Syracuse              | USA gegen BRD             | Mittel     | KO-Niederlage in der 1. Runde gegen Johnny Baldwin |
| 1969 | Lahr                  | BRD gegen Frankreich      | Mittel     | Punktsieg über Tonna                               |
| 1969 | Münster               | BRD gegen Irland          | Mittel     | Punktsieg über O’Brien                             |
| 1970 | Alicante              | Spanien gegen BRD         | Mittel     | Punktniederlage gegen Lozano                       |
| 1970 | Köln                  | BRD gegen Polen           | Mittel     | Punktsieg über Edmund Hebel                        |
| 1970 | Riga                  | Lettland gegen Bayern     | Mittel     | Punktsieg über Anatoli Kadysch                     |
| 1970 | Kaunas                | Litauen gegen Bayern      | Mittel     | Punktniederlage gegen Patricias Jasaitis           |
| 1970 | Göppingen             | BRD gegen Schottland      | Mittel     | Punktsieg über Crockett                            |
| 1971 | Hannover              | BRD gegen Italien         | Mittel     | Punktsieg über Giovanni Malandra                   |
| 1971 | Wrocław               | Polen gegen BRD           | Mittel     | Punktniederlage gegen Edmund Hebel                 |
| 1972 | Helsinki              | Finnland gegen BRD        | Mittel     | Punktniederlage gegen Reima Virtanen               |
| 1972 | Hemsbach              | BRD gegen Jugoslawien     | Mittel     | Punktsieg über Dragomir Vujković                   |
| 1973 | Hemsbach              | BRD gegen England         | Mittel     | Punktniederlage gegen Carl Spearce                 |
| 1973 | Lagos                 | Nigeria gegen Deutschland | Mittel     | Punktsieg über Ogun                                |
| 1973 | Accra                 | Ghana gegen Deutschland   | Mittel     | KO-Sieg in der 2. Runde über Asante                |

## Deutsche Meisterschaften
| Jahr | Platz | Gewichtsklasse | Ergebnisse                                                          |
| 1966 | 5.    | Mittel         | nach Punktniederlage im Viertelfinale gegen Ewald Wichert           |
| 1967 | 5.    | Mittel         | nach Punktniederlage im Viertelfinale gegen Ewald Wichert           |
| 1968 | 3.    | Mittel         | nach Punktniederlage im Halbfinale gegen Rudi Hornig                |
| 1969 | 2.    | Mittel         | nach Punktniederlage im Finale gegen Rudi Hornig                    |
| 1970 | 1.    | Mittel         | nach Punktsieg im Finale über Gerd Bauer                            |
| 1971 | 1.    | Mittel         | nach Abbruch-Sieg in der 2. Runde im Finale über Hans-Georg Mielich |
| 1972 | 1.    | Mittel         | nach Punktsieg über Heinz Peters                                    |

## Erläuterungen
- OS = Olympische Spiele, EM = Europameisterschaft
- Halbmittelgewicht, Gewichtsklasse bis 71 kg, Mittelgewicht, bis 75 kg Körpergewicht